# Martin des Andaman
Sturnia erythropygia
Espèce
Statut de conservation UICN

 LC  : Préoccupation mineure
Le Martin des Andaman (Sturnia erythropygia) est une espèce d'oiseaux de la famille des Sturnidae.

## Répartition
Les trois (3) sous-espèces
- Sturnia erythropygia andamanensis  (Beavan, 1867),
- S. e. erythropygia  Blyth, 1846,
- S. e. katchalensis  Richmond, 1902

de cet oiseau vivent dans les îles Andaman ainsi que dans les îles Car Nicobar et Katchal.